# Palmon
Palmon is een geslacht van vliesvleugeligen uit de familie Torymidae. De wetenschappelijke naam van dit geslacht is voor het eerst geldig gepubliceerd in 1826 door Dalman.

## Soorten
Het geslacht Palmon omvat de volgende soorten:
- Palmon alfredi Sureshan, 2003
- Palmon ashmeadi (Crawford, 1910)
- Palmon bellator Dalman, 1826
- Palmon bicinctus (Girault, 1929)
- Palmon frater (Girault, 1915)
- Palmon ghesquierei (Ferrière, 1958)
- Palmon greeni (Crawford, 1912)
- Palmon insolens (De Santis, 1975)
- Palmon kivuensis (Ferrière, 1958)
- Palmon kottiyooricus Narendran, 2009
- Palmon megarhopalus (Masi, 1926)
- Palmon megistus (De Santis, 1968)
- Palmon mirus (Girault, 1913)
- Palmon orchesticus (Masi, 1926)
- Palmon polyspilotae (Ferrière, 1958)
- Palmon queenslandica (Girault, 1913)
- Palmon seyrigi (Ferrière, 1958)
- Palmon sphodromantidis (Risbec, 1951)
- Palmon turneri (Ferrière, 1958)
- Palmon zygas (Grissell & Goodpasture, 1981)